# Lopesi Faagu
Lopesi Faagu (* 8. April 1960) ist ein Gewichtheber aus Amerikanisch-Samoa.
Er nahm 1988 in Seoul an den Olympischen Spielen teil. In der Gewichtsklasse Halbschwergewicht erreichte er den 18. Platz.